# Uvik vulgaris
Uvik vulgaris là một loài nhện trong họ Cyatholipidae. Chúng là loài duy nhất trong chi Uvik.